# Copa de Bremen
La Copa de Bremen (en alemán: Bremer Pokal), llamada Lotto-Pokal por razones de patrocinio, es una de las 21 competiciones regionales que conforman la Copa Asociación Alemana donde el campeón logra la clasificación a la Copa de Alemania, el torneo de copa de fútbol más importante del país.

## Historia
La copa fue creada en 1950 y es organizada por la Asociación de Fútbol de Bremen. En ella no pueden participar los equipos que juegan en la Bundesliga de Alemania ni en la 2. Bundesliga al estar ellos ya clasificados a la Copa de Alemania.
Participan los equipos que juega en la 3. Bundesliga, Regionalliga Nord, Bremen-Liga, Landesliga Bremen y las ligas distritales; y los equipos filiales no partiicpan en el torneo desde 2008. El torneo se juega bajo u sistema de eliminación directa a partido único en donde la ventaja de local la tiene el equipo de categoría inferior. En caso de empate a diferencia del resto de competiciones de la Copa Asociación Alemana, en la Copa de Bremen no se juegan tiempos extras en caso de empate sino que van directamente a los penales para definir al ganador.
La final se juega a un partido en sede neutral y el campeón logra la clasificación a la primera ronda de la Copa de Alemania.

## Ediciones anteriores
| Temporada | Campeón                                                                   | Finalista                                                                 | Resultado                                                                 |
| --------- | ------------------------------------------------------------------------- | ------------------------------------------------------------------------- | ------------------------------------------------------------------------- |
| 1950/51   | SV Hemelingen                                                             | TSV Wulsdorf                                                              | 2:2 t.e, 2:0                                                              |
| 1951/52   | SV Hemelingen                                                             | SV Grohn                                                                  | 1:0                                                                       |
| 1952/53   | Blumenthaler SV                                                           | SV Hemelingen                                                             | 2:1                                                                       |
| 1953/54   | TSV Wulsdorf                                                              | SG Aumund-Vegesack                                                        | 2:1 t.e.                                                                  |
| 1954/55   | Bremen 1860                                                               | TSV Wulsdorf                                                              | 3:2 t.e.                                                                  |
| 1955/56   | Eintracht Bremen                                                          | Bremer SV                                                                 | 2:1                                                                       |
| 1956/57   | SV Grohn                                                                  | Geestemünder SC                                                           | 5:2                                                                       |
| 1957/58   | SGO Bremen                                                                | VfB Komet Bremen                                                          | 3:1                                                                       |
| 1958/59   | Bremerhaven 93                                                            | ETSV Kirchweyhe                                                           | 6:0                                                                       |
| 1959/60   | Blumenthaler SV                                                           | AGSV Bremen                                                               | 4:3 n. V.                                                                 |
| 1960/61   | No se jugó por problemas climáticos                                       | No se jugó por problemas climáticos                                       | No se jugó por problemas climáticos                                       |
| 1961/62   | No se jugó por problemas climáticos                                       | No se jugó por problemas climáticos                                       | No se jugó por problemas climáticos                                       |
| 1962/63   | Blumenthaler SV                                                           | SV Hemelingen                                                             | 4:3 t.e.                                                                  |
| 1963/64   | Eintracht Bremen                                                          | TSV Wulsdorf                                                              | 1:0                                                                       |
| 1964/65   | Blumenthaler SV                                                           | Geestemünder SC                                                           | 2:0                                                                       |
| 1965/66   | SGO Bremen                                                                | Bremerhaven 93 Amateure                                                   | 3:2                                                                       |
| 1966/67   | Eintracht Bremen                                                          | SV Hemelingen                                                             | 2:0 t.e.                                                                  |
| 1967/68   | Bremerhaven 93 Amateure                                                   | TSV Lesum                                                                 | 2:1                                                                       |
| 1968/69   | Werder Bremen Amateure                                                    | Bremerhaven 93 Amateure                                                   | 2:1                                                                       |
| 1969/70   | Blumenthaler SV                                                           | SGO Bremen                                                                | 4:2 t.e.                                                                  |
| 1970/71   | Werder Bremen Amateure                                                    | SV Hemelingen                                                             | 5:1                                                                       |
| 1971/72   | Hastedter TSV                                                             | OT Bremen                                                                 | 4:1                                                                       |
| 1972/73   | Polizei SV Bremen                                                         | TSV Wulsdorf                                                              | 4:2                                                                       |
| 1973/74   | Blumenthaler SV                                                           | BSC Grünhöfe                                                              | 5:0                                                                       |
| 1974/75   | SGO Bremen                                                                | OT Bremen                                                                 | 2:1                                                                       |
| 1975/76   | Werder Bremen Amateure                                                    | Bremerhaven 93                                                            | Abandono                                                                  |
| 1976/77   | Blumenthaler SV                                                           | Lüssumer TV                                                               | 1:0                                                                       |
| 1977/78   | Blumenthaler SV                                                           | Werder Bremen Amateure                                                    | 2:1                                                                       |
| 1978/79   | No se terminó por problemas de calendario (El Bremer SV llegó a la final) | No se terminó por problemas de calendario (El Bremer SV llegó a la final) | No se terminó por problemas de calendario (El Bremer SV llegó a la final) |
| 1979/80   | Bremer SV                                                                 | Blumenthaler SV                                                           | 7:3 n. V.                                                                 |
| 1980/81   | OSC Bremerhaven                                                           | TS Woltmershausen                                                         | 4:0                                                                       |
| 1981/82   | Werder Bremen Amateure                                                    | OSC Bremerhaven                                                           | 4:1                                                                       |
| 1982/83   | Werder Bremen Amateure                                                    | OSC Bremerhaven                                                           | 2:0                                                                       |
| 1983/84   | OSC Bremerhaven                                                           | Werder Bremen Amateure                                                    | 3:1                                                                       |
| 1984/85   | Bremer SV                                                                 | Werder Bremen Amateure                                                    | 1:0                                                                       |
| 1985/86   | Bremer SV                                                                 | Werder Bremen Amateure                                                    | 3:1                                                                       |
| 1986/87   | Werder Bremen Amateure                                                    | TuRa Bremen                                                               | 2:1                                                                       |
| 1987/88   | OT Bremen                                                                 | TS Woltmershausen                                                         | 6:5 pen.                                                                  |
| 1988/89   | Werder Bremen Amateure                                                    | FC Mahndorf                                                               | 2:1                                                                       |
| 1989/90   | Werder Bremen Amateure                                                    | SFL Bremerhaven                                                           | 2:0                                                                       |
| 1990/91   | Bremer SV                                                                 | Werder Bremen Amateure                                                    | 9:8 pen.                                                                  |
| 1991/92   | Werder Bremen Amateure                                                    | OT Bremen                                                                 | 6:0                                                                       |
| 1992/93   | Werder Bremen Amateure                                                    | FC Oberneuland                                                            | 5:0                                                                       |
| 1993/94   | Werder Bremen Amateure                                                    | OT Bremen                                                                 | 2:1                                                                       |
| 1994/95   | Werder Bremen Amateure                                                    | FC Oberneuland                                                            | 5:0                                                                       |
| 1995/96   | FC Bremerhaven                                                            | FC Oberneuland                                                            | 5:2                                                                       |
| 1996/97   | Werder Bremen Amateure                                                    | FC Bremerhaven                                                            | 1:0                                                                       |
| 1997/98   | Werder Bremen Amateure                                                    | BTS Neustadt                                                              | 2:0                                                                       |
| 1998/99   | Werder Bremen Amateure                                                    | FC Oberneuland                                                            | 2:0                                                                       |
| 1999/2000 | Werder Bremen Amateure                                                    | Bremer SV                                                                 | 4:1                                                                       |
| 2000/01   | Werder Bremen Amateure                                                    | FC Bremerhaven                                                            | 6:1                                                                       |
| 2001/02   | Werder Bremen Amateure                                                    | FC Oberneuland                                                            | 5:0                                                                       |
| 2002/03   | FC Oberneuland                                                            | Werder Bremen Amateure                                                    | 3:1                                                                       |
| 2003/04   | Werder Bremen Amateure                                                    | FC Oberneuland                                                            | 1:0                                                                       |
| 2004/05   | FC Bremerhaven                                                            | Vatan Spor Bremen                                                         | 2:1                                                                       |
| 2005/06   | FC Bremerhaven                                                            | Brinkumer SV                                                              | 4:3                                                                       |
| 2006/07   | Werder Bremen II                                                          | FC Oberneuland                                                            | 4:3 pen.                                                                  |
| 2007/08   | FC Oberneuland                                                            | Brinkumer SV                                                              | 2:0                                                                       |
| 2008/09   | FC Oberneuland                                                            | Bremer SV                                                                 | 4:0                                                                       |
| 2009/10   | FC Oberneuland                                                            | FC Bremerhaven                                                            | 8:0                                                                       |
| 2010/11   | FC Oberneuland                                                            | Bremer SV                                                                 | 2:1                                                                       |
| 2011/12   | FC Oberneuland                                                            | Brinkumer SV                                                              | 2:0                                                                       |
| 2012/13   | SG Aumund-Vegesack                                                        | FC Oberneuland                                                            | 4:0                                                                       |
| 2013/14   | Bremer SV                                                                 | Blumenthaler SV                                                           | 1:0                                                                       |
| 2014/15   | Bremer SV                                                                 | Brinkumer SV                                                              | 5:1                                                                       |
| 2015/16   | Bremer SV                                                                 | Blumenthaler SV                                                           | 3:0                                                                       |
| 2016/17   | Leher Turnerschaft                                                        | Bremer SV                                                                 | 9:8 pen.                                                                  |
| 2017/18   | BSC Hastedt                                                               | Blumenthaler SV                                                           | 3:0                                                                       |
| 2018/19   | FC Oberneuland                                                            | Bremer SV                                                                 | 1:0                                                                       |
| 2019/20   | FC Oberneuland                                                            | Blumenthaler SV                                                           | 5:4 pen.                                                                  |

## Títulos por equipo
| Club                  | Títulos | Años |
| SV Werder Bremen II   | 20      | 1969, 1971, 1976, 1982, 1983, 1987, 1989, 1990, 1992, 1993, 1994, 1995, 1997, 1998, 1999 2000, 2001, 2002, 2004, 2007 |
| FC Oberneuland        | 9       | 1993, 2003, 2008, 2009, 2010, 2011, 2012, 2019, 2020                                                                  |
| Blumenthaler SV       | 8       | 1953, 1960, 1963, 1965, 1970, 1974, 1977, 1978                                                                        |
| Bremer SV             | 7       | 1980, 1985, 1986, 1991, 2014, 2015, 2016                                                                              |
| FC Bremerhaven        | 3       | 1996, 2005, 2006 |
| SGO Bremen            | 3       | 1958, 1966, 1975 |
| TuS Eintracht Bremen  | 3       | 1956, 1964, 1967 |
| OSC Bremerhaven       | 2       | 1981, 1984 |
| TuS Bremerhaven 93 II | 2       | 1959, 1968 |
| SV Hemelingen         | 2       | 1951, 1952 |
| BSC Hastedt           | 1       | 2018 |
| Leher TS              | 1       | 2017 |
| SG Aumund-Vegesack    | 1       | 2013 |
| TSV Osterholz-Tenever | 1       | 1988 |
| Polizei SV Bremen     | 1       | 1973 |
| Hastedter TSV         | 1       | 1972 |
| SV Grohn              | 1       | 1957 |
| ATSV 1860 Bremen      | 1       | 1955 |
| TSV Wulsdorf          | 1       | 1954 |

*Fuente: